# Willem den Boer

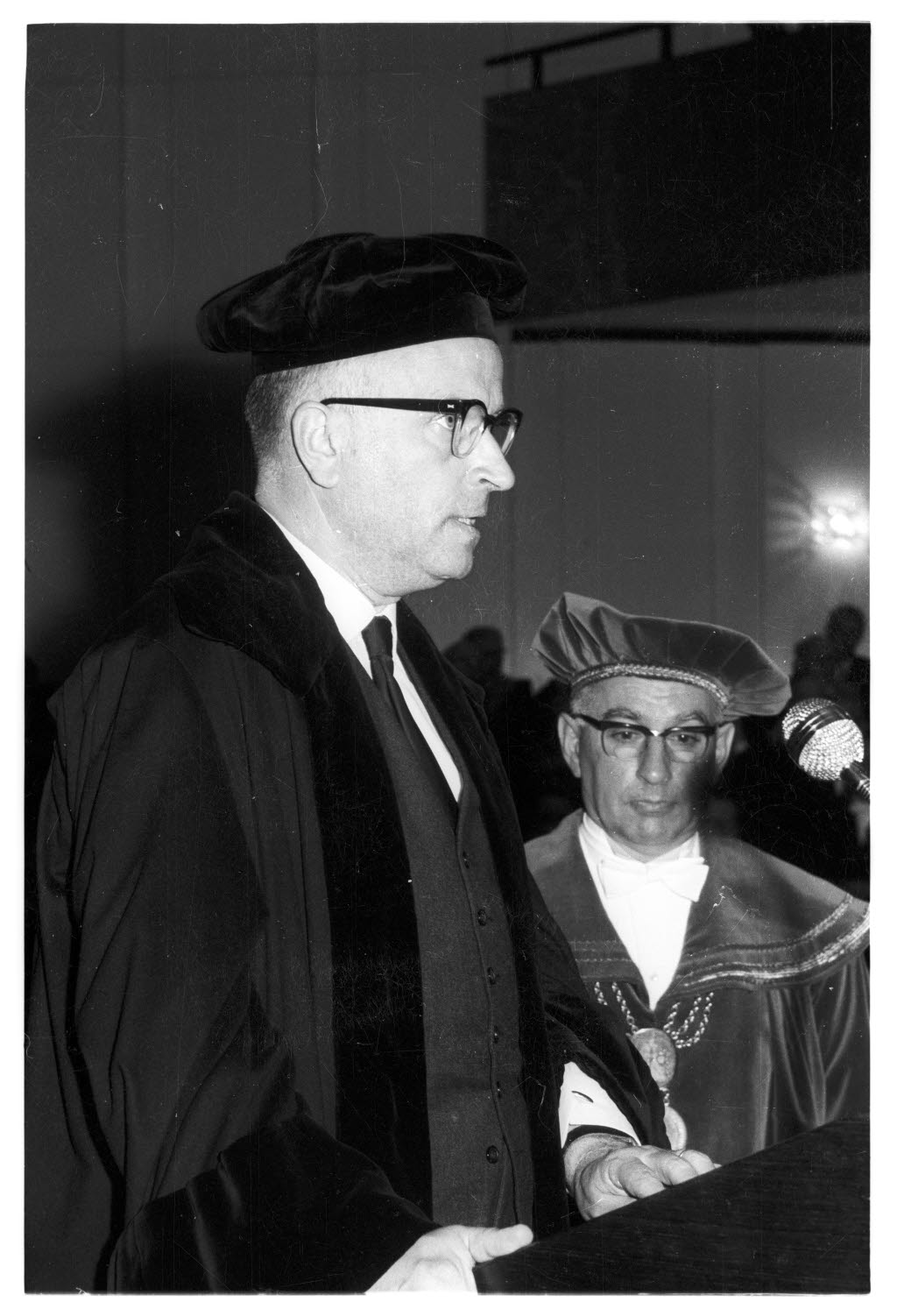
Willem den Boer in Kiel (1965)

Willem den Boer auch: Wim den Boer (* 4. Oktober 1914 in Rotterdam; † 16. Februar 1993 in Leiden) war ein niederländischer Althistoriker.

## Leben
Willem den Boer, war der Sohn des gleichnamigen Ingenieurs und Schiffsbauers Willem den Boer (* 7. März 1889 in Charlois; † 8. März 1969 in Dordrecht) und dessen am 30. Oktober 1913 geheirateten Frau Maaike Stijntje Vaandrager (* 20. Juni 1886 in Charlois; † 3. Juni 1959 in Dordrecht). Er besuchte das Gymnasium in Dordrecht und studierte ab 1932 an der Rijksuniversiteit Leiden zunächst Theologie, später Klassische Philologie. 1938 wurde er Lehrer für alte Sprachen und alte Geschichte am Lyceum in Bussum, 1940 promovierte er in Leiden mit einer Arbeit De allegorese in het werk van Clemens von Alexandria zum Doktor der Philosophie und arbeitete anschließend als Lehrer, beziehungsweise seit 1942 als Konrektor am Christelijk Gymnasium Sorghvliet in Den Haag.
Am 7. Februar 1946 erhielt er als außerordentlicher Professor der Philosophie und Literatur eine Berufung an die Universität Leiden, welches Amt er am 3. Mai 1946 mit der Rede Nationalisme in Griekenland gedurende 5e eeuw voor Christus antrat und zunächst vor allem Vorträge zur Geschichte hielt. Am 20. Dezember 1950 wurde er ordentlicher Professor des Lehrstuhls. In den folgenden Jahren war er mehrmals Dekan, im Akademiejahr 1963/64 Rektor der Alma Mater und betreute zwanzig Promotionen. 1969 wurde er zum Mitglied der Königlich-Niederländischen Akademie der Wissenschaften gewählt und wurde Ritter des Ordens vom niederländischen Löwen.
Den Boer verband seine theologische und historische Vorbildung in seiner Forschungsarbeit. Er veröffentlichte zahlreiche Monografien und Aufsätze in niederländischer und englischer Sprache. Zu seinen bekanntesten Schriften gehören Godsdienst der Grieken (1946), Laconian Studies (1954), Eros en Amor. Man en vrouw in Griekenland (1962) und der Sammelband Syggrammata. Studies in Graeco-Roman History (1979).

## Familie
De Boer verheiratete sich am  21. Mai 1940 Bussum mit Adolphine Jeanette Backer Dirks (* 7. März 1916 in Rotterdam; † 26. August 1997 in Heemstede), die Tochter des Jacobus Johannes Backer Dirks (* 19. Februar 1886; † 18. Juli 1955) und dessen Frau Adolphine Marie Amalie Mahn (* 21. Oktober 1892 Klingenberg/Colmnitz; † 15. November 1985 in Leiden). Aus der Ehe stammen zwei Töchter und ein Sohn. von den Kindern kennt man:
- Adolphine Marie Irene den Boer (* 6. Dezember 1942 in Den Haag) verh. Francois Jan Dieleman (* 10. September 1939)
- Marijke Adriane den Boer (* 25. April 1944 in Den Haag) verh. 27. Januar 1968 in Leiden mit Jacobus Gerhardus Tielenius Kruythoff (* 17. Oktober 1941 in Batavia),
- Willem den Boer (* 27. Oktober 1950 in Leiden) verh. 16. Oktober 1973 mit Claire Constance Josee Snelder (* 11. Juli 1946)

## Schriften (Auswahl)
- De allegorese in het werk van Clemens Alexandrinus (= Dissertationes inaugurales Batavae ad res antiquas pertinentes. Bd. 1, ZDB-ID 1094168-x). Brill, Leiden 1940 (Leiden, Universität, Dissertation, 1940).
- Nationalisme in Griekenland. Gedurende de 5de eeuw v. Chr. Batteljee & Terpstra, Leiden 1946.
- De godsdienst van de Grieken (= Servire's Encyclopaedie. B, 4A, 4). Servire, Den Haag 1948, (2. druk. ebenda 1965).
- als Herausgeber: Scriptorum paganorum I–IV saec. de Christianis testimonia (= Textus minores. Bd. 2, ZDB-ID 1162499-1). Brill, Leiden 1948, (Editio altera. ebenda 1965).
- Celsus. De eerste bestrijder van het Christendom (= Rede uitgesproken bij de opening van het studiejaar van de School voor Taal- en Letterkunde. 36). Noordhoff, Groningen u. a. 1950.
- Benaderbaar verleden. Universitaire Pers Leiden, Leiden 1952.
- Laconian studies. North-Holland Publishing, Amsterdam 1954.
- Porphyrius als historicus in zijn strijd tegen het Christendom. In: Varia Historica. Aangeboden aan Professor Doctor A. W. Byvanck ter gelegenheid van zijn zeventigste verjaardag. Gorcum, Assen 1954, S. 83–96.
- Tussen kade en schip. 12 studiën over geschiedenis en wereldbeschouwing. Bakker u. a., Den Haag 1957.
- Grieken en de Grieken (= Leidse Voordrachten. 24, ZDB-ID 415123-9). Universitaire Pers Leiden, Leiden 1957
- Caesar tweeduizend jaar na zijn dood. In: Museum. Tijdschrift voor filologie en geschiedenis. 62, 1957, ZDB-ID 206571-x, S. 1–16.
- Tweeërlei maatstaf (= Leidse Voordrachten. 30). Universitaire Pers Leiden, Leiden 1959.
- Eros en Amor. Man en vrouw in Griekenland en Rome. Bakker u. a., Den Haag 1962.
- Scaliger en Perizonius, hun betekenis voor de wetenschap. Bakker u. a., Den Haag 1964.
- Theseus. Noordhoff, Groningen 1966.
- Heerserscultus en ex-voto's in het Romeinse keizerrijk (= Mededelingen der Koninklijke Nederlandse Akademie van Wetenschappen, Afdeeling Letterkunde. NR 36, 4). Noord-Hollandsche uitgeversmij, Amsterdam u. a. 1973, ISBN 0-7204-8259-3.
- Some minor Roman historians. Brill, Leiden 1972, ISBN 90-04-03545-1.
- Progress in the Greece of Thucydides (= Koninklijke Nederlandse Akademie van Wetenschappen. Afdeeling Letterkunde. Mededelingen. NR 40, 2). North-Holland Publishing, Amsterdam u. a. 1977, ISBN 0-7204-8455-3.
- Private morality in Greece and Rome. Some historical aspects (= Mnemosyne. Supplementum. 57). Brill, Leiden 1979, ISBN 90-04-05976-8.
- The art of memory and its mnemotechnical traditions (= Koninklijke Nederlandse Akademie van Wetenschappen. Afdeeling Letterkunde. Mededelingen. NR 49, 3). North-Holland Publishing, Amsterdam u. a. 1986, ISBN 0-444-85655-2.